# Amazake

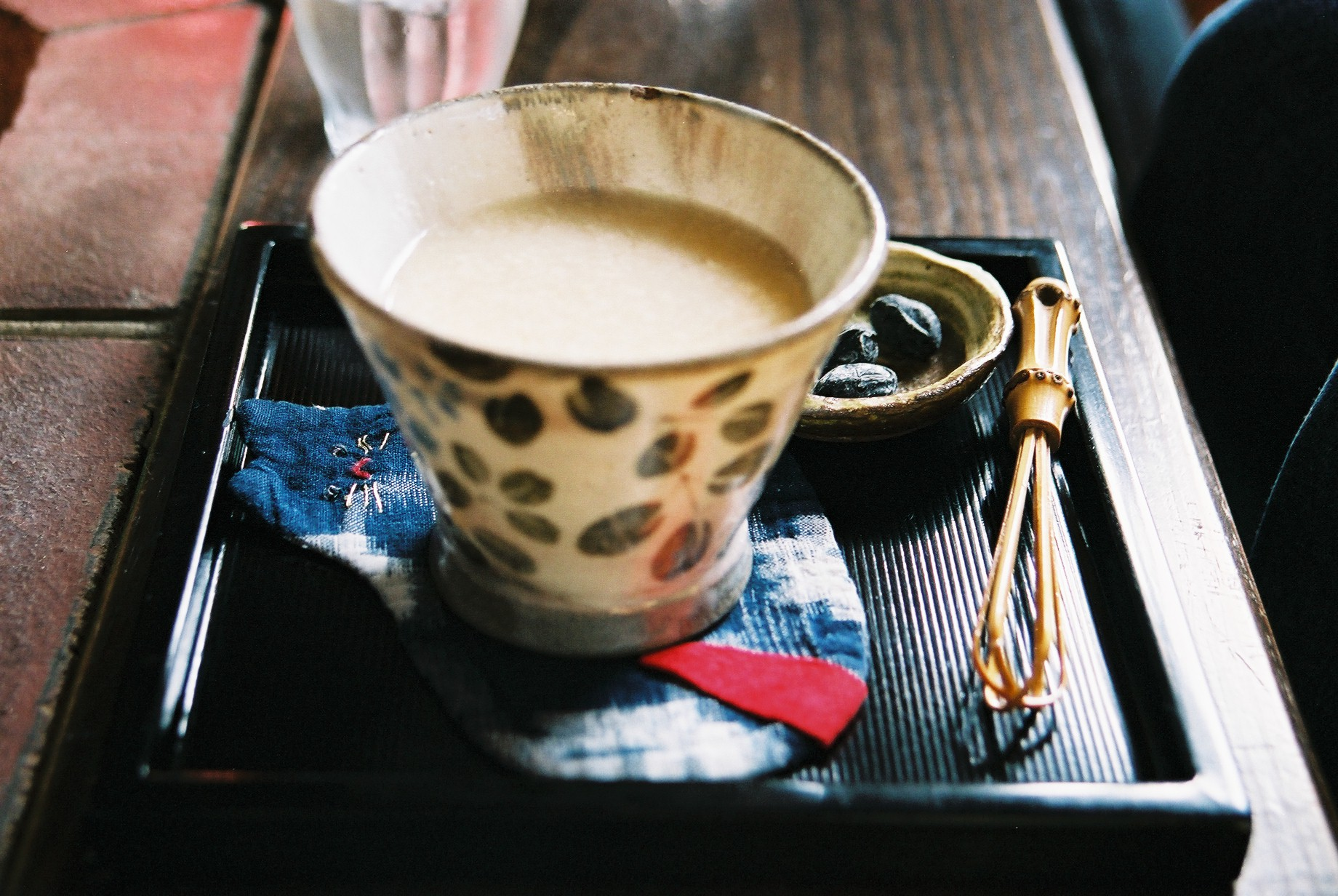
Uma taça de amazake.

Amazake (japonês: 甘酒), ou ama-saquê, é um vinho de arroz japonês doce, de teor alcoólico baixo, fabricado pela fermentação do arroz. Amazake remonta ao Período Kofun e é mencionado na Nihonshoki. Ele faz parte da família de comidas japonesas tradicionais que são preparadas utilizando-se Aspergillus oryzae (麹, kōji), entre as quais estão missô, shoyu e saquê.
Uma forma mais simples de preparar a bebida é misturar água, sake kasu (uma espécie de massa de arroz prensada, que é subproduto da fabricação do saquê), temperos (como açúcar, gengibre e uma pitada de sal), e aquecer. A bebida resultante, porém, tem teor alcoólico levemente mais alto.